# Homoeomma
Homoeomma es un género de arañas migalomorfas de la familia Theraphosidae. Son originarias de Sudamérica.

## Especies
Según The World Spider Catalog 11.0:
- Homoeomma brasilianum (Chamberlin, 1917)
- Homoeomma elegans (Gerschman & Schiapelli, 1958)
- Homoeomma familiare Bertkau, 1880
- Homoeomma hirsutum (Mello-Leitão, 1935)
- Homoeomma humile Vellard, 1924
- Homoeomma montanum (Mello-Leitão, 1923)
- Homoeomma nigrum (Walckenaer, 1837)
- Homoeomma peruvianum (Chamberlin, 1916)
- Homoeomma pictum (Pocock, 1903)
- Homoeomma simoni Soares & Camargo, 1948
- Homoeomma strabo (Simon, 1892)
- Homoeomma stradlingi O. Pickard-Cambridge, 1881
- Homoeomma uruguayense (Mello-Leitão, 1946)
- Homoeomma villosum (Keyserling, 1891)